# 憐れみの3章
『憐れみの3章』（Kinds of Kindness）は、ヨルゴス・ランティモス監督・脚本、エフティミス・フィリップ共同脚本による2024年のアンソロジー映画。出演はエマ・ストーン、ジェシー・プレモンス、ウィレム・デフォー、マーガレット・クアリー、ホン・チャウ、ジョー・アルウィン、ママドゥ・アティエ、ハンター・シェイファーらである。
日本では、2024年9月27日に公開された。R15+指定。

## あらすじ
「三連祭壇画の寓話」として、 3つの異なるが緩くつながった物語で構成されています。
「RMFの死」
ロバート・フレッチャーは、横暴な上司であり愛人でもあるレイモンドの命令にすべて従う。レイモンドは、ロバートの妻サラとの縁を切ること、家や車を買うこと、性交の日時を決めることなど、ロバートの生活のあらゆる面を支配している。ある日、レイモンドはロバートに、イニシャルでしか知られていない男「RMF」を殺すために車を衝突させるよう命じる。
「RMFは飛んでいる」
警察官のダニエルは、海で行方不明になった海洋生物学者の妻リズの失踪を嘆き悲しんでいた。そんなとき、リズがRMFの操縦するヘリコプターで救出されたという知らせを受ける。リズは奇跡的に無傷でダニエルの元に戻ってくるが、彼女の様子はおかしなことが多かった。彼女の行動や興味は以前とは正反対で、飼い猫は彼女に対して攻撃的になり、彼女の足は靴に合わなくなっていたため、ダニエルは彼女を疑うようになる。
「RMFがサンドイッチを食べる」
エミリーとアンドリューは、オミとアカが率いるセックスカルトの一員。カルトの浄化の儀式では、オミやアカ以外の誰かと不倫したと告発された場合、高温のサウナで「毒素」を汗で排出する。アカは、彼らが浄化されているかどうかへその汗を舐めて確認する。エミリーとアンドリューは、死者を蘇らせる能力を持つ特定の女性を探し、アンナという候補者を調べる。

## キャスト

### 第1話 R.M.F. の死
リタ
演 - エマ・ストーン
レイモンドの従業員で、ロバートと似たような人生を歩んでいる
ロバート
演 - ジェシー・プレモンス
上司が彼の人生のあらゆる面をスケジュールする男
レイモンド
演 - ウィレム・デフォー
ロバートの上司で、周囲の人々の生活を執拗にコントロールする人物
ヴィヴィアン
演 - マーガレット・クアリー
レイモンドの妻
サラ
演 - ホン・チャウ
ロバートの妻
収集品鑑定人
演 - ジョー・アルウィン
ウィル
演 - ママドゥ・アティエ
サラの水泳コーチ
R.M.F.
演 - ヨルゴス・ステファナコス
バーのピアノ奏者
演 - ジャースキン・フェンドリックス

### 第2話 R.M.F. は飛ぶ
リズ
演 - エマ・ストーン
ダニエルの妻。しばらく海上で行方不明になっている
ダニエル
演 - ジェシー・プレモンス
行方不明から戻ってきた妻が偽者ではないかと疑う警察官
ジョージ
演 - ウィレム・デフォー
リズの父親
マーサ
演 - マーガレット・クアリー
ニールの妻
シャロン
演 - ホン・チャウ
リズの同僚の妻
ジェリー
演 - ジョー・アルウィン
酔っ払った車の乗客
ニール
演 - ママドゥ・アティエ
ダニエルの親友
ヘリコプターのパイロット
演 - ヨルゴス・ステファナコス

### 第3話 R.M.F. サンドイッチを食べる
エミリー
演 - エマ・ストーン
死者を蘇らせる力を持つ女性を探すカルト信者
アンドリュー
演 - ジェシー・プレモンス
エミリーとペアを組んだカルト信者
オミ
演 - ウィレム・デフォー
セックスカルト集団の教祖
ルース
演 - マーガレット・クアリー
レベッカの双子の姉。獣医
レベッカ
演 - マーガレット・クアリー
ルースの双子の妹。カルト信者が探している女性は妹だと信じている人物
アカ
演 - ホン・チャウ
オミの妻。
ジョセフ
演 - ジョー・アルウィン
エミリーの別居中の夫
死体安置所の看護師
演 - ママドゥ・アティエ
アンナ
演 - ハンター・シェイファー
エミリーとアンドリューが死者を蘇らせることができるかどうか試す人物
死体
演 - ヨルゴス・ステファナコス
エミリーの娘
演 - メラ・ベノワ
スーザン
演 - クリスタル・アレイン・チェンバース
奇妙な儀式で試されるカルト信者

## 製作
ヨルゴス・ランティモスとエフティミス・フィリップはエレメント・ピクチャーズとフィルム4で企画中の『And』という題の映画の脚本を書き、サーチライト・ピクチャーズが配給し、ランティモスが監督する契約を交わした。エマ・ストーン、ジェシー・プレモンス、ウィレム・デフォー、マーガレット・クアリーらが出演し、2022年10月よりニューオーリンズでの撮影開始が計画されていた。2022年10月、ホン・チャウ、ジョー・アルウィン、ママドゥ・アティエがキャストに加わった。また2023年2月のインタビューでハンター・シェイファーはこの映画に「少しカメオ出演」していることを明かした。
撮影は2022年10月24日から12月16日までニューオーリンズで行われた。2023年12月、映画の題は『Kinds of Kindness』に変更された。

## 公開
2024年5月17日に第77回カンヌ国際映画祭のコンペティション部門でのワールド・プレミアが行われた。ギリシャではフィールグッド配給により2024年5月30日に、アメリカ合衆国ではサーチライト・ピクチャーズ配給により2024年6月21日に、アイルランドおよびイギリスでは2024年6月28日に公開された。